# Florindo Bearzotti
Florindo Bearzotti (Rosario, ... – ...; fl. XX secolo) è stato un calciatore argentino, di ruolo difensore.

## Caratteristiche tecniche
Giocava come difensore sinistro o come mediano.

## Carriera

### Club
Nato a Rosario, giocò per il Belgrano di Rosario almeno dal 1917; con la formazione bianco-celeste militò per diverse stagioni, prendendo parte alla Copa Intendente Nicasio Vila: vinse la competizione nel 1924, presenziando anche nelle due gare conclusive insieme all'attaccante Silvio Bearzotti. Nel 1925 si trasferì al Newell's Old Boys, giocando 24 partite in Copa Vila. L'anno seguente registrò il più alto numero di presenze stagionali per il Newell's, con 26 gare disputate; segnò anche il suo primo gol, su calcio di rigore contro il Rosario Puerto Belgrano il 18 aprile. Nel 1927 giocò 13 incontri in Copa Vila e 4 in Copa Schlau; nel 1928, raggiunto dal suo ex compagno di squadra Silvio Bearzotti, giocò 15 gare, con 2 reti, entrambe su rigore: una il 13 maggio contro il Calzada e l'altra il 9 settembre contro il Nacional.

### Nazionale
Bearzotti debuttò il Nazionale argentina l'8 agosto 1920, nell'incontro tra Argentina e Uruguay valido per il Gran Premio de Honor Argentino. Nello stesso anno partecipò al Campeonato Sudamericano, nel quale esordì il 12 settembre contro l'Uruguay a Valparaíso. Giocò anche nella partita seguente contro il Cile, padrone di casa, e in quella con il Brasile (25 settembre). Prese poi parte al Sudamericano 1921 a Buenos Aires: debuttò il 2 ottobre contro il Brasile all'Estadio Iriarte y Luzuriaga. Mentre nell'edizione precedente il suo compagno di reparto era stato Cortella, nel 1921 ad affiancarlo fu Adolfo Celli. Nel 1924 tornò nella rosa dell'Argentina per il Campeonato Sudamericano: compose, insieme a Ludovico Bidoglio, la coppia di terza linea per tutta la competizione.

## Statistiche

### Cronologia presenze e reti in Nazionale
| Cronologia completa delle presenze e delle reti in nazionale ― Argentina | Cronologia completa delle presenze e delle reti in nazionale ― Argentina | Cronologia completa delle presenze e delle reti in nazionale ― Argentina | Cronologia completa delle presenze e delle reti in nazionale ― Argentina | Cronologia completa delle presenze e delle reti in nazionale ― Argentina | Cronologia completa delle presenze e delle reti in nazionale ― Argentina | Cronologia completa delle presenze e delle reti in nazionale ― Argentina | Cronologia completa delle presenze e delle reti in nazionale ― Argentina |
| Data                                                                     | Città                                                                    | In casa                                                                  | Risultato                                                                | Ospiti                                                                   | Competizione                                                             | Reti                                                                     | Note                                                                     |
| ------------------------------------------------------------------------ | ------------------------------------------------------------------------ | ------------------------------------------------------------------------ | ------------------------------------------------------------------------ | ------------------------------------------------------------------------ | ------------------------------------------------------------------------ | ------------------------------------------------------------------------ | ------------------------------------------------------------------------ |
| 08/08/1920                                                               | Buenos Aires                                                             | Argentina                                                                | 1 – 0                                                                    | Uruguay                                                                  | Copa Gran Premio de Honor Argentino                                      | 0                                                                        |                                                                          |
| 12/09/1920                                                               | Valparaíso                                                               | Argentina                                                                | 1 – 0                                                                    | Uruguay                                                                  | Campeonato Sudamericano de Football                                      | 0                                                                        |                                                                          |
| 20/09/1920                                                               | Valparaíso                                                               | Cile                                                                     | 1 – 1                                                                    | Argentina                                                                | Campeonato Sudamericano de Football                                      | 0                                                                        |                                                                          |
| 25/09/1920                                                               | Valparaíso                                                               | Argentina                                                                | 2 – 0                                                                    | Brasile                                                                  | Campeonato Sudamericano de Football                                      | 0                                                                        |                                                                          |
| 02/10/1921                                                               | Buenos Aires                                                             | Argentina                                                                | 3 – 0                                                                    | Brasile                                                                  | Campeonato Sudamericano de Football                                      | 0                                                                        |                                                                          |
| 16/10/1921                                                               | Buenos Aires                                                             | Argentina                                                                | 3 – 0                                                                    | Paraguay                                                                 | Campeonato Sudamericano de Football                                      | 0                                                                        |                                                                          |
| 30/10/1921                                                               | Buenos Aires                                                             | Argentina                                                                | 1 – 0                                                                    | Uruguay                                                                  | Campeonato Sudamericano de Football                                      | 0                                                                        |                                                                          |
| 22/01/1922                                                               | Buenos Aires                                                             | Argentina                                                                | 1 – 3                                                                    | Uruguay                                                                  | Amichevole                                                               | 0                                                                        |                                                                          |
| 10/12/1922                                                               | Montevideo                                                               | Uruguay                                                                  | 0 – 1                                                                    | Argentina                                                                | Copa Gran Premio de Honor Uruguayo                                       | 0                                                                        |                                                                          |
| 17/12/1922                                                               | Buenos Aires                                                             | Argentina                                                                | 2 – 2                                                                    | Uruguay                                                                  | Copa Newton                                                              | 0                                                                        |                                                                          |
| 21/09/1924                                                               | Montevideo                                                               | Uruguay                                                                  | 1 – 1                                                                    | Argentina                                                                | Amichevole                                                               | 0                                                                        |                                                                          |
| 28/09/1924                                                               | Buenos Aires                                                             | Argentina                                                                | 0 – 0                                                                    | Uruguay                                                                  | Amichevole                                                               | 0                                                                        |                                                                          |
| 02/10/1924                                                               | Buenos Aires                                                             | Argentina                                                                | 2 – 1                                                                    | Uruguay                                                                  | Amichevole                                                               | 0                                                                        |                                                                          |
| 12/10/1924                                                               | Montevideo                                                               | Argentina                                                                | 0 – 0                                                                    | Paraguay                                                                 | Campeonato Sudamericano de Football                                      | 0                                                                        |                                                                          |
| 25/10/1924                                                               | Montevideo                                                               | Argentina                                                                | 2 – 0                                                                    | Cile                                                                     | Campeonato Sudamericano de Football                                      | 0                                                                        |                                                                          |
| 25/10/1924                                                               | Montevideo                                                               | Uruguay                                                                  | 0 – 0                                                                    | Argentina                                                                | Campeonato Sudamericano de Football                                      | 0                                                                        |                                                                          |
| Totale                                                                   |                                                                          | Presenze                                                                 | 16                                                                       |                                                                          | Reti                                                                     | 0                                                                        |                                                                          |

## Palmarès

### Club

#### Competizioni nazionali
- Copa Intendente Nicasio Vila: 1

Belgrano: 1924

### Nazionale
- Campeonato Sudamericano de Football: 1

Argentina 1921